# Kanadische Badmintonmeisterschaft 2011
Die Kanadische Badmintonmeisterschaft 2011 fand vom 27. bis zum 30. Januar 2011 in Toronto statt.

## Austragungsort
- Humber College, 205 Humber College Boulevard

## Medaillengewinner
| Disziplin    | Gold                        | Silber                           | Bronze                           |
| ------------ | --------------------------- | -------------------------------- | -------------------------------- |
| Herreneinzel | David Snider                | Joseph Rogers                    | Timothy Chiu                     |
| Dameneinzel  | Michelle Li                 | Joycelyn Ko                      | Phyllis Chan                     |
| Herrendoppel | Adrian Liu Derrick Ng       | Toby Ng Jon Vandervet            | Maxime Belanger Francois Bourret |
| Damendoppel  | Michelle Li Alexandra Bruce | Phyllis Chan Kristen Tsai        | Fiona McKee Valérie Loker        |
| Mixed        | Toby Ng Grace Gao           | Philippe Charron Florence Lavoie | Derrick Ng Phyllis Chan          |